# Kingdom City
Kingdom City – wieś w Stanach Zjednoczonych, w stanie Missouri, w hrabstwie Callaway.